# ISO 3166-2:LC
ISO 3166-2:LC es la entrada para Santa Lucía en ISO 3166-2, parte del patrón ISO 3166 publicado por la Organización Internacional de Normalización (ISO), que define los códigos de los nombres de las principales subdivisiones: provincias o divisiones administrativas del Estado de todos los países codificados en el ISO 3166-1.
Actualmente, para Santa Lucía los códigos ISO 3166-2 se definen para 10 distritos.
Cada código consta de dos partes, separadas por un guion. La primera parte es LC, el código de Santa Lucía en ISO 3166-1 alfa-2. La segunda parte tiene dos cifras (01–12).

## Códigos actuales
Los nombres de las subdivisiones se ordenan según el estándar ISO 3166-2 publicado por la Agencia de Mantenimiento ISO 3166 (ISO 3166/MA).
Pulsa sobre el botón en la cabecera para ordenar cada columna.
| Code  | Nombre de la subdivisión |
| ----- | ------------------------ |
| LC-01 | Anse La Raye             |
| LC-12 | Canaires                 |
| LC-02 | Castries                 |
| LC-03 | Choiseul                 |
| LC-05 | Dennery                  |
| LC-06 | Gros Islet               |
| LC-07 | Laborie                  |
| LC-08 | Micoud                   |
| LC-10 | Soufrière                |
| LC-11 | Vieux Fort               |

## Cambios
Los siguientes cambios a la entrada se anunciaron en informes de la ISO 3166/MA desde la primera publicación de la ISO 3166-2 en 1998. ISO cesó la emisión de informes en 2013.
| Edición/Informe | Fecha de emisión | Descripción del cambio reportado                                              | Cambio de código o subdivisión      |
| --------------- | ---------------- | ----------------------------------------------------------------------------- | ----------------------------------- |
| ISO 3166-2:2007 | 13/12/2007       | Segunda edición de la ISO 3166-2 (este cambio no fue anunciado en el informe) | Subdivisiones añadidas: 11 quarters |

Los siguientes cambios a la entrada figuran en la lista del catálogo en línea de la ISO.
| Fecha real del cambio | Breve descripción del cambio (en) |
| --------------------- | --- |
| 27/11/2015            | Actualización de la lista fuente |
| 31/10/2014            | Cambia la categoría de la subdivisión a distrito; se añade 1 distrito: LC-12; se borran 2 distritos: LC-04 y LC-09; Actualización de la lista fuente |